# Fredgambiet
Het Fredgambiet is bij het schaken een opening van een partij. Het Fredgambiet heeft als beginzetten: 1.e4 f5 Eco-code B 00.
Het gambiet wordt als twijfelachtig beschouwd vanwege de verzwakking van de verdediging van de zwarte koning. De gebruikelijke voortzetting is:  
2.exf5 Pf6
3.d4 d5
4.Ld3

## Varianten
Een speelbare variant is 1. e4 f5 2. exf5 Pf6 3. d4 d5 4. Ld3 Pc6 5. Pf3 Pe4 6. 0-0 Lxf5
Een andere variant is:
1.e4 f5 2.exf5 Pf6 3.d4 d5 4.Pf3 Pc6 5.Ld3 e6 6.fxe6 Lxe6 7.0-0 Le7 8.h3! Pe4 9.Pc3 Pxc3 10.bxc3 0-0 11.Tb1 Tb8 12.Pe5 Pxe5 13.dxe5 Dd7 14.De2 a6 15.Td1 b5 16.Le3 en wit heeft een licht voordeel maar zwart heeft voldoende tegenspel. 
In de volgende variant bereikt daarentegen zwart een licht voordeel:
1.e4 f5 2.exf5 Pf6 3.Pf3 d5 4.d4(Ld3) Lxf5 5.Lf4(Ld3) e6 6.Pe5 Lb4+ 7.c3 Ld6 8.Ld3 Lxe5 9.dxe5?(Lxe5) Lxd3 10.Dxd3 Ph5! 11.Le3(Ld2) 0-0 12.Pd2?(0-0) Pd7 13.Pf3? Txf3! 
Als wit niet met 2.exf5 het pionoffer aanneemt, kan zwart licht voordeel verwerven, zoals in de volgende variant:
1.e4 f5 2.Pc3?! fxe4 3.d3 exd3 4.Lxd3 Pf6 5.g4 g6 6.g5 Ph5 7.Pf3 d6 8.Ph4 Pg7 9.0-0 Pc6 10.Le3 Pe5 11.Le4 c6 12.f4 Pc4 13.Lf2 d5 14.De2 Dd6 15.b3 Pb6 16.Td1 Pe6 en zwart staat iets beter.